# تسوچیا ماسانائو
تسوچیا ماسانائو (انگلیسی: Tsuchiya Masanao; ۱ ژانویهٔ ۱۶۴۱ – ۲۳ دسامبر ۱۷۲۲) روجو، سامورایی در دوره ادو اهل ژاپن بود.